# Libertad (Jujuy)
Libertad es una localidad argentina ubicada en el Departamento Ledesma de la Provincia de Jujuy. Presenta el aspecto de una isla rodeada de cañaverales propiedad del ingenio Ledesma, ubicada 4 km al este de Calilegua y 10 km al norte de Libertador General San Martín.
Tras la mecanización del cultivo de caña de azúcar, el paraje está poblado solo de mayo a noviembre para la zafra del ingenio, estando compuesta por casas de material provistas por la empresa Ledesma. La misma cuenta también en dichos meses con una escuela primaria e incluso un templo católico; durante los meses que permanece deshabitada la seguridad de la empresa cuida del poblado.